# 馴鹿寶貝
《馴鹿寶貝》（英語：Baby Reindeer）是一部2024年英國黑色喜劇驚悚迷你剧集，由理查·蓋德主創並擔任主演。這部迷你劇改編自加德的同名自傳獨角劇，故事基於他二十多歲時被跟蹤和性侵犯的真實經歷。並講述一段跟蹤騷擾和被騷擾者之間的扭曲關係，該片由韋羅尼卡·托菲爾斯卡和約瑟芬·博內布施執導，主演包括加德本人、潔西卡·甘寧和娜瓦·茂烏。
這部迷你劇共分為七集，2024年4月11日在Netflix全球同步首播。

## 演員表
- 理查·蓋德（英语：Richard Gadd） 飾 唐尼·鄧恩（Donny Dunn）：蓋德的虛構版本。
- 潔西卡·甘寧（英语：Jessica Gunning） 飾 瑪莎·史考特（Martha Scott）：有犯罪前科的前律師。
- 娜瓦·茂烏（英语：Nava Mau） 飾 泰瑞（Teri）：唐尼在跨性別在線約會上認識的治療師（英语：Therapist）。
- 汤姆·古德曼-希尔 飾 達里安·歐康納（Darrien O'Connor）：一位將唐尼置於麾下的電視編劇。
- 沙洛姆布倫·富蘭克林（英语：Shalom Brune-Franklin） 飾 基利（Keeley）：唐尼的前女友。
- 妮娜·索桑亞（英语：Nina Sosanya） 飾 麗茲（Liz）：基利的母親和唐尼的房東。
- 麥可·懷德曼（英语：Michael Wildman） 飾 格雷格西（Greggsy）：唐尼工作的酒吧老闆。
- 丹尼·可瑞（英语：Danny Kirrane） 飾 吉諾（Gino）：唐尼的同事。
- 阿曼達·魯特（英语：Amanda Root） 飾 埃勒（Elle）：唐尼的母親。
- 馬克·路易斯·瓊斯（英语：Mark Lewis Jones） 飾 格里（Gerry）：唐尼的父親。
- 休·科爾斯（英语：Hugh Coles） 飾 法蘭西斯（Francis）：唐尼在戲劇學校的朋友。
- 亞歷山大·萊利（Alexandria Riley）飾 卡爾弗偵探（Detective Culver）：負責唐尼案件的偵探。
- 湯瑪斯·庫姆斯（Thomas Coombes）飾 丹尼爾斯警官（Officer Daniels）：一名無能的警察。
- 湯姆·杜蘭特·普里查（Tom Durant Pritchard） 飾 賈森（Jason）：喜劇比賽主持人。
- 勞拉·史密斯（英语：Laura Smyth (comedian)） 飾 格倫達（Glenda）：喜劇比賽主持人。
- 威爾·希斯洛普（英语：Will Hislop） 飾 比利（Billy）：喜劇演員。

## 集數
| 集數 | 標題   | 導演                | 編劇      | 上線日期      |
| ---- | ------ | ------------------- | --------- | ------------- |
| 1    | 第一集 | 維羅妮卡·托菲爾斯卡 | 理查·蓋德 | 2024年4月11日 |
| 2    | 第二集 | 維羅妮卡·托菲爾斯卡 | 理查·蓋德 | 2024年4月11日 |
| 3    | 第三集 | 維羅妮卡·托菲爾斯卡 | 理查·蓋德 | 2024年4月11日 |
| 4    | 第四集 | 維羅妮卡·托菲爾斯卡 | 理查·蓋德 | 2024年4月11日 |
| 5    | 第五集 | 約瑟芬·博內布施     | 理查·蓋德 | 2024年4月11日 |
| 6    | 第六集 | 約瑟芬·博內布施     | 理查·蓋德 | 2024年4月11日 |
| 7    | 第七集 | 約瑟芬·博內布施     | 理查·蓋德 | 2024年4月11日 |

## 製作
《馴鹿寶貝》的製作於2020年12月宣布，並由理查·蓋德擔任編劇和主演。該劇由克萊肯韋爾電影公司製作。維羅妮卡·托菲爾斯卡於2022年8月被任命為該劇的導演，而約瑟芬·博內布施則於2023年3月宣布擔任新導演。除了加德之外，潔西卡·甘寧於2022年8月26日加入了演員陣容。
該劇於2022年8月中旬在愛丁堡的乾草市場開始拍攝，並於9月移師至倫敦進行拍攝。整個拍攝過程於2023年3月初結束。

## 評價
在评论聚合网站爛番茄上，根據53位評論家提出的專業評論，《馴鹿寶貝》共獲得98%的正面評價，平均評分為8.8/10。網站的一致意見是：「《馴鹿寶貝》是由創作者兼主演理查·蓋德打造的令人振奮的自傳式作品，雖然它可能有些複雜，但其情感層次和出色表演為觀眾帶來豐富的收穫。」在Metacritic上，根據14位評論家的評分，該劇的加權平均分為88分（滿分100分）。
《The Tab》的哈里·布羅克赫斯特（Harry Brocklehurst）將該劇描述為「黑暗有趣、令人深感不安且非常感人」，並批評了一些粉絲，稱他們試圖解開「瑪莎」這個角色所依據的真實女性形象以進行猜測。在有關該劇虛構人物現實生活靈感的理論出現後，加德在2024年4月的聲明中要求粉絲停止任何形式的猜測。當戲劇導演肖恩·弗利被錯誤指控為現實生活中的達里安角色時，他向警方舉報了這一錯誤指控而引發警方的調查。則加德證實弗利並不是達里恩這個角色的現實對應者。
德國媒體queer.de表示：「炒作並不是毫無道理。但是這個系列需要堅強的神經！最好不要一個人看…」
2024年5月8日，菲奧娜·哈維（Fiona Harvey）在皮爾斯·摩根的在線節目《皮爾斯·摩根未經審查》(Piers Morgan Uncensored) 中接受采訪的前一天，通過摩根的Twitter帳戶宣布，自稱自己是「真正的瑪莎」。在採訪中，哈維承認她曾在卡姆登的霍利阿姆斯酒店見過蓋德幾次，但否認給他發送了41,000封電子郵件或去過他的家。她承認發送了多達10封電子郵件、一封信以及幾條推文。並聲稱「我沒有說謊，公眾應該『要自己判斷』，並威脅要起訴加德和Netflix。

### 觀眾收視率
《馴鹿寶貝》在2024年4月8日至14日的Netflix十大英語電視節目中排名第五，觀看時長達1,040萬小時。接下來的一周，它攀升至第一位，並獲得了5,280萬小時的觀看時間。

## 外部連結
- 在Netflix上觀看《馴鹿寶貝》
- 互联网电影数据库（IMDb）上《馴鹿寶貝》的资料（英文）